# Évariste Galois
Évariste Galois, född 25 oktober 1811 i Bourg-la-Reine nära Paris, död 31 maj 1832, var en fransk matematiker. 

## Biografi
Galois antogs 1823 som elev i Collège Louis-le-Grand. Han sökte två gånger förgäves inträde vid École polytechnique utan att hans fenomenala matematiska begåvning uppmärksammades. Inte heller de avhandlingar, som han inlämnade till Institut de France, väckte någon uppmärksamhet. Dessa motgångar gjorde honom djupt missmodig och fick honom att ivrigt delta i tidens revolutionära rörelse. För detta dömdes han två gånger till fängelse. Efter avtjänat straff invecklade han sig i en kärleksaffär, som blev grunden till hans död i en duell 30 maj 1832.  
Trots sin korta levnad gjorde Galois sig ett berömt namn i matematiken, som den förste, som lyckades finna de nödvändiga och tillräckliga villkoren för att en algebraisk ekvation skall kunna lösas med hjälp av rotutdragningar. De metoder Galois skapat för att nå detta resultat, som Abel förgäves eftersträvat, är i hög grad märkvärdiga och var av en enorm betydelse för matematikens utveckling. Även på andra områden av matematiken än ekvationsläran, bland annat gruppteori, gjorde Galois märkliga upptäckter. Inget annat har blivit bevarat om det än några korta uppgifter, som han meddelade en vän i ett brev, skrivet dagen före sin död.

## Utmärkelser
Asteroiden 9130 Galois är uppkallad efter honom.